# Gran Premio de Quebec 2014

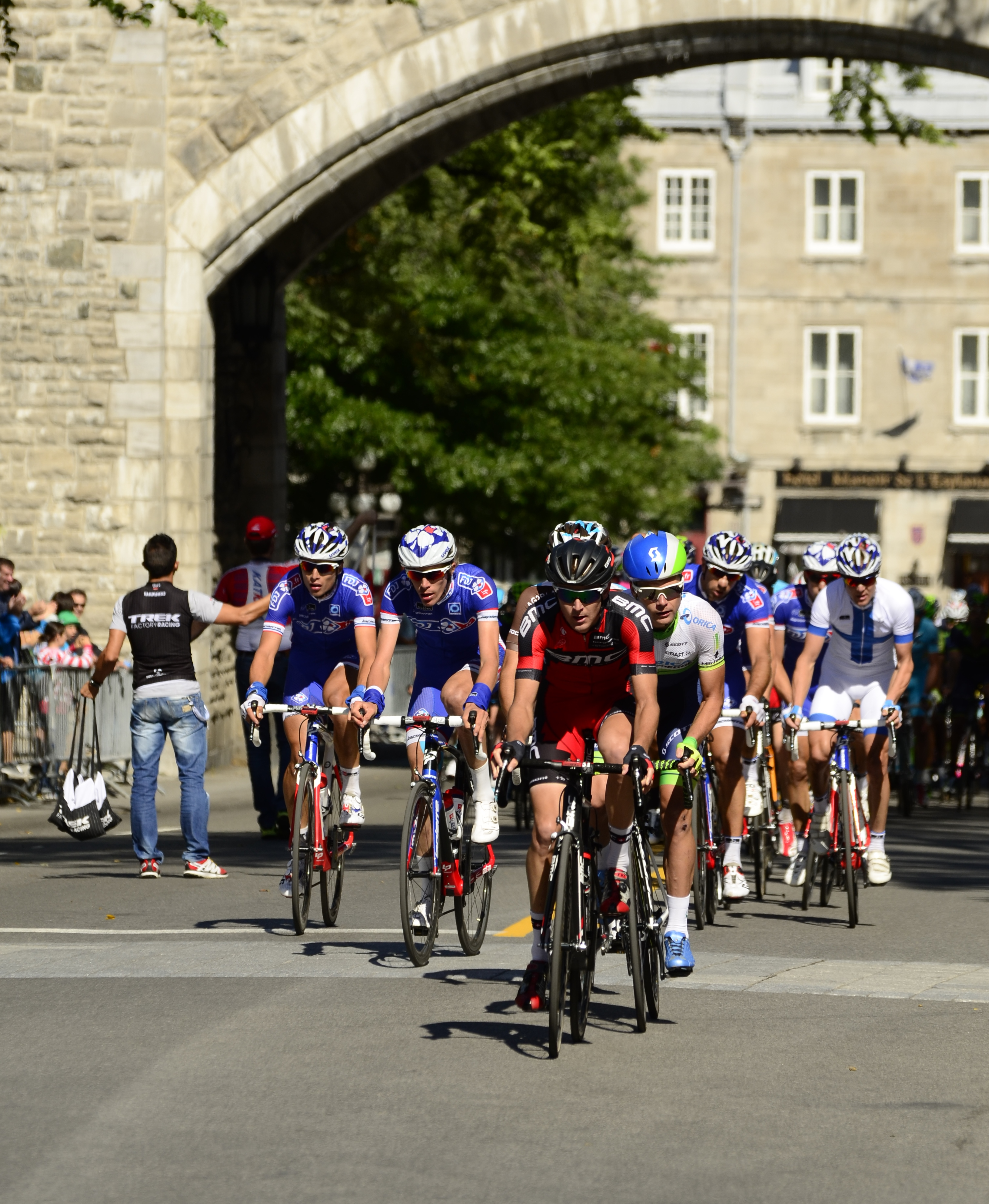
Foto tomada durante el Gran Premio

La 5.ª edición del Gran Premio de Quebec fue una carrera ciclista que se disputó el 12 de septiembre de 2014 en un circuito de 18,1 kilómetros en la ciudad de Quebec, al que se le dieron 11 vueltas para completar un total de 199,1 kilómetros. La carrera perteneció al UCI WorldTour 2014.
La edición de este año fue especialmente adecuada para escaladores, ya que contó con un desnivel acumulado de 2310 m. El circuito incluyó la cota de la Montagne (375 m) con rampas del 10 % y máximo del 13 %, luego los ciclistas pasaron por la Cota de la Potasso (420 m), Cota de la Fabrique (190 m) para ir en un rápido descenso hacia el Monte du Fort y encarar la última cota Grande-Allée de 1 km hacia la línea de meta.
Como desde 2011, el día anterior se disputó a modo de exhibición el Challenge Sprint Pro.
La victoria fue para el australiano Simon Gerrans (Orica GreenEDGE) quien superó a Tom Dumoulin (Giant-Shimano) y Ramūnas Navardauskas (Garmin Sharp), en un reducido grupo de cabeza de 30 ciclistas.

## Equipos participantes
Tomaron parte en la carrera 19 equipos: los 18 de categoría UCI ProTeam (al ser obligada su participación); más 1 selección de Canadá (con corredores de equipos de los Circuitos Continentales UCI). Los equipos estuvieron integrados por 8 corredores, formando así en principio, un pelotón de 152 ciclistas de los que acabaron 135.
| Equipo                               | Cód. UCI | Categoría   |
| ------------------------------------ | -------- | ----------- |
| AG2R La Mondiale                     | ALM      | UCI ProTeam |
| Astana Pro Team                      | AST      | UCI ProTeam |
| Belkin-Pro Cycling Team              | BEL      | UCI ProTeam |
| BMC Racing Team                      | BMC      | UCI ProTeam |
| Cannondale                           | CAN      | UCI ProTeam |
| FDJ.fr                               | FDJ      | UCI ProTeam |
| Garmin Sharp                         | GRS      | UCI ProTeam |
| Lampre-Merida                        | LAM      | UCI ProTeam |
| Lotto Belisol                        | LTB      | UCI ProTeam |
| Movistar Team                        | MOV      | UCI ProTeam |
| Omega Pharma-Quick Step Cycling Team | OPQ      | UCI ProTeam |
| Orica GreenEDGE                      | OGE      | UCI ProTeam |
| Team Europcar                        | EUC      | UCI ProTeam |
| Team Giant-Shimano                   | GIA      | UCI ProTeam |
| Team Katusha                         | KAT      | UCI ProTeam |
| Team Sky                             | SKY      | UCI ProTeam |
| Tinkoff-Saxo                         | TCS      | UCI ProTeam |
| Trek Factory Racing                  | TFR      | UCI ProTeam |
| Selección de Canadá                  | CDN      |             |

## Clasificación final
| Posición | Ciclista             | Equipo                  | Tiempo          | Puntos UCI |
| -------- | -------------------- | ----------------------- | --------------- | ---------- |
| 1.       | Simon Gerrans        | Orica GreenEDGE         | 4 h 42 min 54 s | 80         |
| 2.       | Tom Dumoulin         | Giant-Shimano           | m.t.            | 60         |
| 3.       | Ramūnas Navardauskas | Garmin-Sharp            | m.t.            | 50         |
| 4.       | Daryl Impey          | Orica GreenEDGE         | m.t.            | 40         |
| 5.       | Greg Van Avermaet    | BMC Racing              | m.t.            | 30         |
| 6.       | Gianni Meersman      | Omega Pharma-Quick Step | m.t.            | 22         |
| 7.       | Sep Vanmarcke        | Belkin                  | m.t.            | 14         |
| 8.       | Enrico Gasparotto    | Astana                  | m.t.            | 10         |
| 9.       | Tony Gallopin        | Lotto Belisol           | m.t.            | 6          |
| 10.      | Bauke Mollema        | Belkin                  | m.t.            | 2          |

| 11. | Tom Slagter        | Garmin Sharp            | m.t.  |
| 12. | Francesco Gavazzi  | Astana                  | m.t.  |
| 13. | Jesús Herrada      | Movistar                | m.t.  |
| 14. | Davide Formolo     | Cannondale              | m.t.  |
| 15. | Cyril Gautier      | Europcar                | m.t.  |
| 16. | Georg Preidler     | Giant-Shimano           | m.t.  |
| 17. | Marco Marcato      | Cannondale              | m.t.  |
| 18. | Simon Geschke      | Giant-Shimano           | m.t.  |
| 19. | Jan Bakelants      | Omega Pharma-Quick Step | m.t.  |
| 20. | Christopher Sutton | Sky                     | a 7 s |